# Polyortha larocae
Polyortha larocae es una especie de polilla de la familia Tortricidae. Se encuentra en Brasil.